# Jef Raskin
Jeff Raskin (Nova Iorque, 9 de março de 1943 — Pacifica, 26 de fevereiro de 2005) foi um programador norte-americano, especialista em interfaces homem-máquina, conhecido por iniciar o projeto Macintosh para a Apple, na década de setenta, e por ser o autor de The Interface Humana.

## Biografia
Raskin obteve um Bacharelado em Ciências em Matemática e um Bacharelado em Filosofia pela State University of New York e um MS em Ciência da Computação pela State University of Pennsylvania. Como assistente na Universidade da Califórnia em San Diego (UCSD), ministrou cursos que vão desde ciência da computação até fotografia.
Raskin ingressou na Apple em janeiro de 1978 como o 31º funcionário. Ele rapidamente se tornou chefe do departamento de Software de Aplicativos e depois de Sistemas Avançados; contratou Bill Atkinson, que havia sido seu aluno na UCSD; ele concebeu e construiu o que ficou conhecido como o "Projeto Macintosh".
"Concebi o Macintosh (e inventei o nome), como resposta à minha ideia de que para conseguir uma maior difusão dos computadores pessoais do futuro, estes deveriam ser concebidos e desenhados a partir da 'interface'. Até agora, na Apple e em outras indústrias, o conceito era criar hardware o mais poderoso possível e deixar o usuário e os fabricantes de software descobrirem como aproveitá-lo ao máximo."— Jef Raskin
“Quando comecei a trabalhar no projeto Macintosh, o projeto Lisa também estava em sua infância. Um computador com uma interface de linha de comando foi originalmente planejado. Depois de mostrar a eles a arquitetura Macintosh e as vantagens de ter um computador totalmente gráfico, a equipe do projeto Lisa decidiu seguir minha abordagem "gráfica" »— Jef Raskin
Steve Jobs mais tarde o expulsou do projeto Macintosh.
Raskin mais tarde projetou o computador Canon Cat, lançado em 1987.
No início do novo milênio, ele empreendeu a construção do The Humane Environment (THE). O THE é um sistema que incorpora suas concepções da interface humana, usando elementos de código aberto como parte de uma interface de usuário de zoom (ZUI) concebida por Raskin.
Em dezembro de 2004, Raskin foi diagnosticado com câncer de pâncreas (a mesma doença que matou Steve Jobs 7 anos depois). Ele morreu em Pacifica (Califórnia) em 26 de fevereiro de 2005, aos 61 anos.